# Synotaxus longicaudatus
Synotaxus longicaudatus är en spindelart som först beskrevs av Eugen von Keyserling 1891.  Synotaxus longicaudatus ingår i släktet Synotaxus och familjen Synotaxidae. Inga underarter finns listade i Catalogue of Life.